# Comité Nacional Olímpico y Deportivo Beninés
El Comité Olímpico y Deportivo Nacional de Benín (en francés: Comité National Olympique et Sportif Béninois, Código COI: BEN) es el Comité Olímpico Nacional que representa a Benín. Fue creado el 5 de mayo de 1962 y reconocido por el Comité Olímpico Internacional en junio de 1962.

## Historia
En febrero de 1962, el Secretario del COI fue informado de un plan para crear un Comité Olímpico Nacional en Dahomey. El 5 de mayo de 1962, los representantes de siete federaciones deportivas nacionales (atletismo, baloncesto, boxeo, ciclismo, fútbol, voleibol y tenis) formaron el Comité Olímpico Nacional Dahoman. Los Presidentes de las Federaciones de Atletismo y Voleibol, el Sr. Justin Durand y el Sr. Adolphe Santos, se convirtieron en el presidente y secretario General, respectivamente, del nuevo CON. Unas semanas más tarde, en junio, en la 59.ª Sesión del Comité Olímpico Internacional aguantado en Moscú, celebrada en Moscú, los miembros le concedieron el reconocimiento oficial.

## Presidentes del Comité
- 1962–1981 – Justin Durand
- 1981–1982 – Dr. Soule Dankoro
- 1982– el presente – Francisco de Marius